# Radio na internetu
Radio na Internetu (poznat i kao Internet Radio, Net Radio, Streaming Radio i e-Radio) je usluga prenosivih audio emitovanja putem Interneta. Internet radio uključuje striming medij koji predstavlja slušaocima kontinuirani »« audio nad kojim nemaju kontrolu, slično kao u klasičnim elektronskim medijima. 
Mnoge Internet radio stanice su povezane s odgovarajućim tradicionalnim (»zemaljskim«) radio stanicama ili radio mrežama.
Internet radio usluge su dostupne sa bilo kog mesta u svetu, na primer, iz Evrope ili Amerike se mogu slušati australijske radio stanica. 
Internet radio postaje popularan među internet slušaocima iz razloga što su često nedovoljno usluženi muzikom na lokalnim radio stanicama. Internet radio usluge u svojoj ponudi imaju i vesti, sport, razne razgovore i različite žanrova muzike u svakom obliku koji je dostupan i na tradicionalnim radio stanicama.